# Gala Brand
 (février 2024).
Si vous disposez d'ouvrages ou d'articles de référence ou si vous connaissez des sites web de qualité traitant du thème abordé ici, merci de compléter l'article en donnant les références utiles à sa vérifiabilité et en les liant à la section « Notes et références ».
Pour les articles homonymes, voir Brand.
Gala Brand est un personnage de fiction dans James Bond, plus exactement dans le roman Entourloupe dans l'azimut (Moonraker) de Ian Fleming.

## L'histoire
C'est un agent féminin du MI5, la branche « intérieure » des services secrets britanniques. Elle est chargée de surveiller le méchant Hugo Drax. Froide et distante, elle s'associe finalement au héros du MI6 James Bond,. Son vrai nom est Galatée Brand.

## Comparaison avec d'autres romans
Elle constitue le seul exemple à ce jour de personnage principal féminin d'un roman consacré aux aventures de James Bond qui ne cède pas au charme de l'espion britannique. Elle épouse un policier à la fin de l'ouvrage.